# Chris Moyles

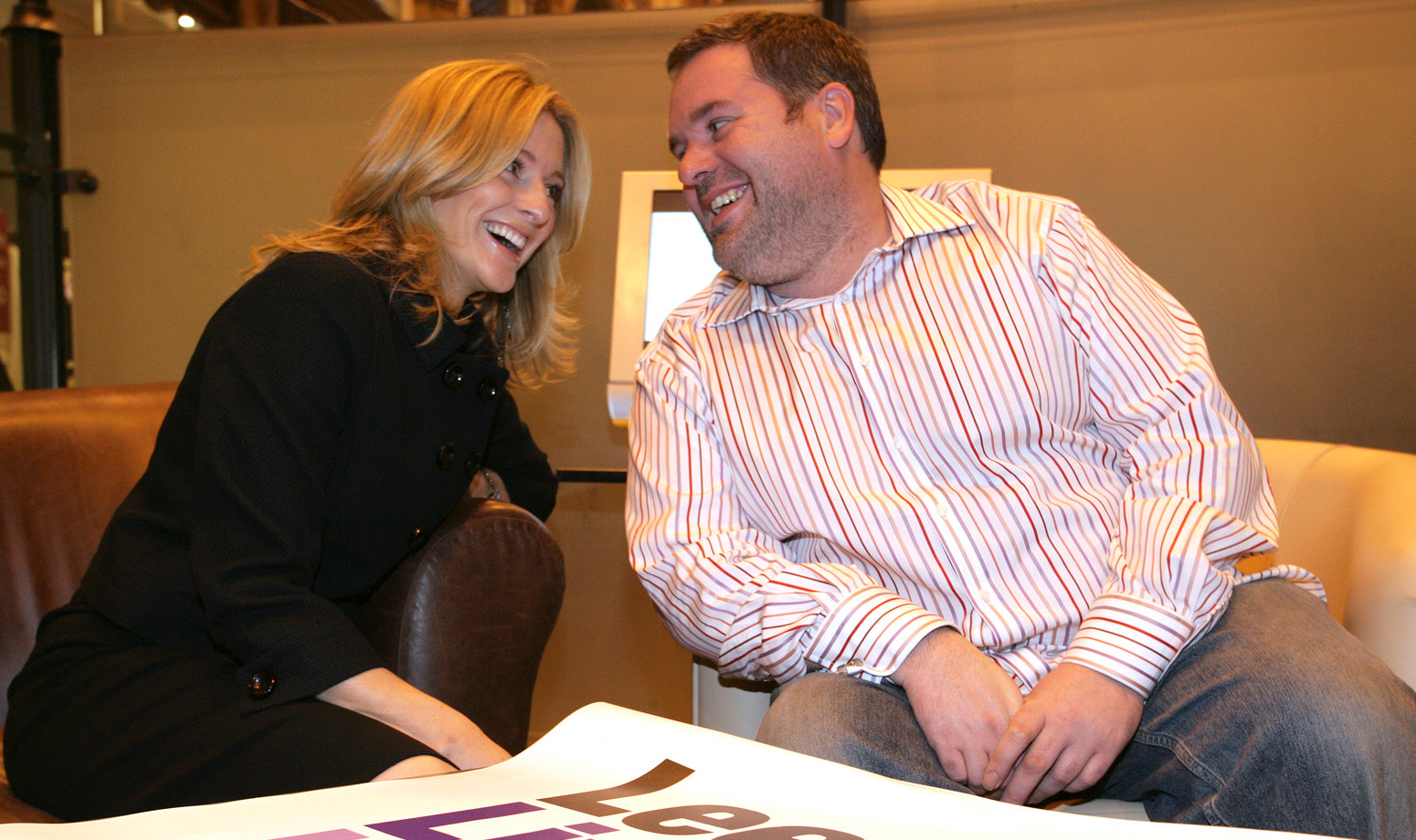
Gabby Logan i Chris Moyles

Chris Moyles (ur. 22 lutego 1974 w Leeds) – angielski prezenter radiowy, autor, pracował dla BBC Radio 1. Do 14 września 2012 prowadził program poranny pod nazwą Chris Moyles Show, którego słuchało ponad 9 milionów Brytyjczyków. Jego zarobki wynosiły 500 000 funtów rocznie.

## Kontrowersje
- W programie 11 listopada 2008 stwierdził, że Polacy dobrzy są w naprawianiu samochodów, a Polki w prasowaniu i prostytucji. Za to stwierdzenie został zmuszony do oficjalnych przeprosin[4].

## Książki
1. The Gospel According to Chris Moyles, Ebury Press. ISBN 978-0-09-191417-2.
2. The Difficult Second Book, Ebury Press. ISBN 978-0-09-192242-9.